# بنی سریع (یمن)
 بنی سریع  به عربی ( بَنی سریع  ) ، روستایی است در دهستان بنو الموهب  از توابع استان   ذَمار   در کشور یمن در شبه جزیره عربستان.

## جمعیت
جمعیت آن (۷۰) نفر (۷ خانوار) می‌باشد.